# IC 192
IC 192 је лентикуларна галаксија у сазвјежђу Ован која се налази на листи објеката дубоког неба у Индекс каталогу.
Деклинација објекта је + 16° 0' 51" а ректасцензија 2h 2m 32,4s. Привидна величина (магнитуда) објекта IC 192 износи 13,7 а фотографска магнитуда 14,7. IC 192 је још познат и под ознакама UGC 1530, MCG 3-6-25, CGCG 461-32, PGC 7768.